# Stadion Kaliningrad
Het Stadion Kaliningrad, ook Arena Baltika genoemd (Russisch: Стадион Калининград/Арена Балтика), is een voetbalstadion in Kaliningrad, de hoofdstad van de Russische Oblast Kaliningrad. Het stadion ligt op het eiland Oktjabrski (Октябрьский) omringd door de Pregolja.
De bouw van het stadion begon in 2015. Het stadion werd gebouwd om te kunnen worden gebruikt voor het Wereldkampioenschap voetbal 2018. Door financiële moeilijkheden van de bouwer ontstonden er vertragingen. In het stadion kunnen 35.212 toeschouwers. Dat aantal wordt teruggebracht naar 25.000 als het WK afgelopen is. Arena Baltika ligt op slechts 45 kilometer van de grens met Polen (woiwodschap Ermland-Mazurië), waardoor het het stadion is van het Wereldkampioenschap voetbal 2018 dat het dichtst bij de Europese Unie en het Schengengebied ligt.

## Wereldkampioenschap voetbal 2018
| Datum        | Tijd          | Thuisteam | Uitslag | Uitteam     | Competitie         | Toeschouwers | Onderlingsresultaat |
| ------------ | ------------- | --------- | ------- | ----------- | ------------------ | ------------ | ------------------- |
| 16 juni 2018 | 21:00 (UTC+2) | Kroatië   | 2 – 0   | Nigeria     | Groepsfase poule D | 31.136       | onderlingsresultaat |
| 22 juni 2018 | 20:00 (UTC+2) | Servië    | 1 – 2   | Zwitserland | Groepsfase poule E | 33.167       | onderlingsresultaat |
| 25 juni 2018 | 20:00 (UTC+2) | Spanje    | 2 – 2   | Marokko     | Groepsfase poule B | 33.973       | onderlingsresultaat |
| 28 juni 2018 | 20:00 (UTC+2) | Engeland  | 0 – 1   | België      | Groepsfase poule G | 33.973       | onderlingsresultaat |

Stadion Sint-Petersburg (Sint-Petersburg) · Olympisch Stadion Loezjniki (Moskou) · Otkrytieje Arena (Moskou) · Stadion Nizjni Novgorod (Nizjni Novgorod) · Stadion Kaliningrad (Kaliningrad) · Centraal Stadion (Jekaterinenburg) ·  Mordovia Arena (Saransk) ·  Kazan Arena (Kazan) · Rostov Arena (Rostov aan de Don) · Olympisch Stadion Fisjt (Sotsji) · Volgograd Arena (Volgograd) · Cosmos Arena (Samara)
Achmat Arena (Achmat Grozny) ·
Ak Bars Arena (Roebin Kazan) ·
Centraalstadion (FK Oeral) ·
Gazovikstadion (Gazovik Orenburg) ·
Krasnodarstadion FK Krasnodar ·
Krestovskistadion (FK Zenit Sint-Petersburg) ·
Olympisch Stadion Fisjt (PFK Sotsji) ·
Otkrytieje Arena (Spartak Moskou) ·
Rostov Arena (FK Rostov) ·
RZD Arena (Lokomotiv Moskou) ·
Solidarnost Arena (Krylja Sovetov Samara) ·
Stadion Kaliningrad (Baltika Kaliningrad) ·
Stadion Nizjni Novgorod (Volga Nizjni Novgorod) ·
Tsentralny Profsojoezstadion (Fakel Voronezj) ·
VEB Arena (CSKA Moskou) ·
VTB Arena Dinamo Moskou) ·
Arena Chimki (FK Chimki) ·
Arsenalstadion (FK Arsenal Toela) ·
Centraalstadion (FK Volgar Astrachan) ·
Centraalstadion (Jenisej Krasnojarsk) ·
Dinamostadion  (Dinamo Machatsjkala) ·
Edoeard Streltsovstadion (Torpedo Moskou) ·
Geologstadion (FK Tjoemen) ·
KAMAZstadion (KAMAZ Naberezjnye Tsjelny) ·
Koebanstadion (FK Koeban Krasnodar) ·
Kristallstadion  (FC Akron Tolyatti) ·
Leninstadion (SKA-Chabarovsk) ·
Lokomotivstadion (PFK Sokol Saratov) ·
Neftechimikstadion (FK Neftechimik Nizjnekamsk) ·
Petrovski (FC Leningradets Leningrad Oblast) ·
Sjinnikstadion (Sjinnik Jaroslavl) ·
Spartakovets (FC Rodina Moskou) · 
Spartakstadion (Alania Vladikavkaz) ·
Troedstadion (Tsjernomorets Novorossiejsk)
Centraalstadion (Roebin Kazan)